# Ilja Fondaminski
Ilja Isidorowicz Fondaminski, pseud. Bunakow (ros. Илья Исидорович Фондаминский, ur. 5 lutego?/17 lutego 1880 w Moskwie, zm. 19 listopada 1942 w Auschwitz-Birkenau) – rosyjski rewolucjonista, polityk, publicysta, wolnomularz.

## Życiorys
Urodził się w żydowskiej rodzinie kupieckiej. Uczył się w gimnazjum w Moskwie, w 1900–1904 studiował filozofię na uniwersytetach w Berlinie i Heidelbergu, od 1901 działał w partii eserowców. 10 marca 1902 został aresztowany na granicy niemiecko-rosyjskiej i na 2 miesiące uwięziony za przewożenie rewolucyjnej literatury, w grudniu 1904 wrócił do Moskwy i został jednym z kierowników miejskiego komitetu partii eserowskiej w Moskwie, w 1905 wszedł w skład KC Partii Socjalistów-Rewolucjonistów. We wrześniu 1905 został aresztowany i na miesiąc uwięziony. Po zwolnieniu brał udział w organizacji zbrojnego powstania robotniczego w Moskwie. Gdy to zostało stłumione, zbiegł do Finlandii, gdzie również uczestniczył w wydarzeniach rewolucyjnych. 20 lipca 1906 został ponownie aresztowany w Rewlu - zatrzymany na pokładzie okrętu Pamiat' Azowa, gdzie zamierzał wesprzeć bunt marynarzy. W momencie, gdy dotarł na okręt, bunt był jednak już faktycznie stłumiony, co stało się podstawą do jego uniewinnienia od zarzutu próby zbrojnej zmiany systemu władzy w Rosji.
W latach 1907–1917 mieszkał z żoną we Francji, w maju 1909 wziął udział w pracach 5 Zjazdu Partii Socjalistów-Rewolucjonistów, na którym został wybrany do Zagranicznej Delegacji tej partii, w 1912 wraz z Nikołajem Awksientjewem wydawał pismo „Poczin”. Podczas I wojny światowej wraz z Gieorgijem Plechanowem reaktywował pismo „Prizyw” („Wezwanie”), w lutym 1917 wraz z Awksientjewem i Sawinkowem wrócił do Piotrogrodu, w kwietniu 1917 został zastępcą przewodniczącego Komitetu Wykonawczego Rady Delegatów Chłopskich, a latem 1917 tymczasowym komisarzem Floty Czarnomorskiej. W 1918 był członkiem Związku Odrodzenia Rosji, reaktywował jego organ prasowy „Wozrożdenije” („Syn Oteczestwa”), brał udział w naradzie jasskiej.
Wiosną 1919 wyemigrował, udając się do Paryża, gdzie wstąpił do loży wolnomularskiej „Braterstwo” („Fraternite”). Był jednym z redaktorów czołowego pisma emigracyjnego „Sowriemiennyje zapiski”, 1931–1939 był w gronie wydawców chrześcijańsko-demokratycznego pisma „Nowyj Grad”. W czerwcu 1940 uciekł z Paryża przed nacierającymi wojskami niemieckimi do nieokupowanej strefy, jednak później wrócił do Paryża. W 1941 przyjął prawosławie. 22 czerwca 1941 został aresztowany przez Niemców wraz z grupą ok. 120 wolnomularzy z Rosji i osadzony w obozie w Compiègne, w 1942 przewieziony do obozu w Drancy, następnie do Auschwitz, gdzie zginął. W 2004 został kanonizowany jako męczennik przez Patriarchat Konstantynopolitański.